# 藤小雪
藤 小雪（ふじ こゆき、1971年2月9日 - ）は、日本の元AV女優。1990年代を代表する巨乳女優の1人である。

## 略歴・人物
村西とおるが率いたダイヤモンド映像を代表するAV女優の1人で、当初は卑弥呼と同じ事務所に所属していたが、後にダイヤモンド映像に移籍し専属女優となった。
AV出演前には、イタリアのフィレンツェ大学にオペラ留学していた経歴を持つ。
AV女優として活躍している頃から『ギルガメッシュないと』（テレビ東京）をはじめ多くのテレビ番組に出演。また、ダイヤモンド映像の営業課長の肩書きも持っていたことから、主演女優と共にビデオのプロモーションの為に深夜番組に出演することもあった。
AV引退後はストリッパーとして活動する傍ら、テレビ番組やVシネマにも出演。その後、向島で芸者になったとの噂もある。

## 出演作品

### アダルトビデオ
1991年
- 渋谷道玄坂の女（5月25日、ビックマン） ※デビュー作
- 真性人妻ざかり（6月27日、ヴィーナス）
- 新説・無法松の一生（7月21日、ダイヤモンド映像）
- ホンネの日記（8月21日、ダイヤモンド映像）
- ワイセツ美人 恥知らず（9月12日、ヴィーナス）
- 無差別級淫乱症（ヴィーナス）
- 真性・人妻ざかり 2（12月5日、ヴィーナス）

1992年
- 真性人妻ざかり 3 SM密猟（1月9日、ヴィーナス）
- エクスタシーを極める（1月10日、MARIA）
- 変態するは我にあり（2月13日、ヴィーナス）
- 走れ、けものみち!（3月12日、ヴィーナス）
- 卵騒ホルモン（ヴィーナス）
- 人妻淫舞（マドンナ）
- 淫楼絵図（プレイガール）
- ケタ違いの突きまくり（ビックマン）
- 濡卍責（7月11日、マドンナ）
- 淫女変貌（マドンナ）
- SEXマドンナ（ダイナマイト）

1993年
- 快楽Xパフォーマンス 快楽中枢大興奮（8月21日、アテナ映像）…共演:小沢なつみ

2012年
- 巨乳AV女優の頂点 最上級の巨乳モデルがメーカーを越えて夢の共演（2月13日、AV30）他出演:遠野ゆき美、北岡錦、加納瑞穂、松坂季実子、橘ますみ、藤谷しおり、川浜なつみ、立原友香、細川しのぶ、瞳リョウ、みなみありす、五島めぐ、冴島奈緒、山咲あかり、加山なつ子、沢口みき、望月ねね、菊池エリ、樹まり子、工藤ひとみ、美里真理、夢野まりあ、奈保子

### 成人映画
- ボディコンミニスカ onanie秘書 （1992年8月14日、エクセスフィルム）
- （秘）潜入 逆ソープ天国 （1992年10月23日、エクセスフィルム）

### Vシネマ
- 成田アキラのテレクラ家業 （1994年2月10日、ココナッツボーイ・プロジェクト）
- 金なら返せん! （1994年12月9日、イメージファクトリー・アイエム）

### テレビ
- ギルガメッシュないと
- おとなのえほん
- P・コング
- なんでも美人ギャル大賞

## 書籍
- ティアーモ〜愛します （1993年8月、海越出版社）
- わたしを抱いて 私をイカせて （1995年12月、ごま書房）
- 藤小雪写真集（1994年11月、テイアイエス） - 撮影:マイケル田中